# All Summer Long (dal)
Az All Summer Long a Beach Boys dala, Brian Wilson és Mike Love szerzeménye, amely a zenekar 1964-es All Summer Long albumán jelent meg. A lemez címadó dala, bár nem lett kislemezen kiadva az U.S.A-ban, de nagy közönségsikernek örvend: A dal hallható az 1973-as American Graffiti című film végén, a stáblista alatt, noha a film története 1962 nyarán, két évvel a dal megjelenése előtt játszódik. Az "All Summer Long" felbukkan A Simpson család sorozat egyik epizódjában is.
A dal Mike dús vokáljával, pikolóval és xilofonnal hangszerelt instrumentális alappal igazi Beach Boys klasszikus. Valódi sztereó változat nem jelent meg, egy sztereóhoz hasonló verzió, ahol a bal fülhallgatóban az instrumentális alap szól, a jobban pedig a vokál, megtalálható a Good Vibrations Box Set-en.

## Zenészek
- Mike Love – szólóvokál